# Катлама, Александр Борисович
Алекса́ндр Бори́сович Катлама́ (фр. Alexandre Katlama; 9 октября 1910, Москва — 13 января 1990, Париж) — французский авиаконструктор, баскетболист. Участник Сопротивления, капитан французской армии.

## Биография
Родился 9 октября 1910 года в Москве. Караим. Отец — Борис Исаакович Катлама, состоял членом правлений Товарищества фабрик табачных изделий «Лаферм» (Санкт-Петербург) и Товарищества табачной фабрики «Дукат» (Москва). После революции Б. И. Катлама основал в Эстонии бумажное дело. Далее семья эмигрировала во Францию. Здесь Александр Катлама занялся баскетболом: играл в команде Русского баскетбольного клуба, а в 1930-х — за команду Франции. Получил специальность инженера-самолётостроителя. В 1939 году участвовал в Чемпионате Европы по баскетболу. В том же году был призван во французскую армию. После захвата нацистской Германией Бельгии бежал из Франции в Англию, где вступил в армию генерала де Голля. Участвовал в воздушно-десантных операциях на территории Франции для связи с партизанами и для диверсионных акций. В 1944 году был инструктором в партизанских отрядах. Награждён орденом Почетного легиона, Военным крестом с пальмовой ветвью, медалью Сопротивления, британской Королевской медалью «За отвагу в защите дела свободы». С 1948 года — председатель правления Содружества резервистов французской армии.
Умер 13 января 1990 года в Париже.

## Семья
Отец — Борис Исаакович Катлама (1874, Одесса — 1949, Париж), промышленник, член правления парижского караимского общества и мать — Ольга (Гулюш) Катлама (урожд. Танагоз; 1886—1979) похоронены на кладбище в Булонь-Бийанкур.
- Брат — Яков Борисович Катлама (1909, Москва — 2003, Париж), инженер-химик, шахматист[7].
- Сестра — Софья Борисовна Катлама (1908, Москва — 1974, Гаага), учитель русского языка, замужем за Андреем Аппаком (1907—1964)[8][9].

Жена — Жаклин Буллош (1918—1993). Дети:
- Эрик Катлама (род. 1948)
- Мишель Катлама (род. 1950)
- Клодин Катлама (1953—2003)